# Ariel Ortega
Ariel Arnaldo Ortega (Libertador General San Martín, 4 maart 1974) is een Argentijns ex-voetballer, wiens bijnaam El Burrito (Het Ezeltje) luidt.

## Clubvoetbal
Ortega begon zijn profloopbaan in 1991 bij River Plate. In 1996 maakte hij de overstap naar Valencia CF, waar hij twee seizoenen zou spelen. Na twee jaar in de Italiaanse Serie A bij Sampdoria (1998/99) en AC Parma (1999/00), keerde Ortega in 2000 terug bij River Plate. In 2002 tekende hij bij Fenerbahçe. Ortega vertrok in februari 2003 ondanks een doorlopend contract. Fenerbahçe schakelde de wereldvoetbalbond FIFA in, die Ortega een boete van 9,5 miljoen euro gaf en hem bovendien voor een jaar schorste wegens de contractbreuk. Nadat zijn schorsing afgelopen was, ging Ortega bij Newell's Old Boys spelen. Met de Argentijnse club won hij in 2004 de Apertura. In 2007 keerde Ortega terug naar zijn eerste profclub River Plate. In 2008 werd hij verhuurd aan CS Independiente Rivadavia en in mei 2009 keerde hij terug bij River Plate. Hierna volgen nog verhuurperiodes aan CA All Boys en CA Defensores de Belgrano. In 2012 stopte hij met voetballen.

## Nationaal elftal
Ortega speelde 86 interlands voor Argentinië en hij maakte 17 doelpunten. Hij was actief bij de WK's van 1994, 1998 en 2002. In 1998 kreeg Ortega in het verloren kwartfinaleduel (1-2) tegen Nederland de rode kaart. Na een schwalbe van de Argentijn bracht de Nederlandse doelman Edwin van der Sar zijn hoofd tot op vijf centimeter boven dat van de nog liggende Ortega om verhaal te halen. Ortega veerde overeind en gaf Van der Sar een kopstoot. De Nederlander ging naar de grond en Ortega ontving de rode kaart. Op de Olympische Spelen van 1996 in Atlanta won Ortega de zilveren medaille met Argentinië.